# Corte Grande (Pegognaga)
Corte Grande (o Villa Angeli) è uno storico edificio di Pegognaga, in provincia di Mantova.

## Storia
Fu edificata agli inizi del Cinquecento a fianco della chiesa parrocchiale per volere di Bernardino Pusterla.
Dopo l'estinzione della famiglia agli inizi del XVII secolo, la corte passò in proprietà ai Gonzaga, che la detennero fino alla fine del Settecento. Nel periodo divenne una nobile residenza, dotata di ampi giardini e nel 1766 di una filanda.
Nel secolo XIX la proprietà passò ad altre famiglia fino al 1884, quando divenne di proprietà della famiglia Angeli. Del complesso storico sono rimasti unicamente la villa, affiancata da un edificio di servizio e le scuderie, mentre sono andati perduti gli edifici rustici della corte e la filanda.
La villa ha subito danni causati dal terremoto dell'Emilia del 2012 ed è stata successivamente restaurata.